# Tram van Milaan
De Tram van Milaan (Azienda Trasporti Milanesi; ATM) is een van de stadsvervoerbedrijven van Italië met de rijkste geschiedenis en een ooit zeer uitgestrekt lijnennet. Het tramnet in de Lombardische hoofdstad Milaan bestaat in 2022 uit 17 stadslijnen. Het heeft een totale lengte van bijna 180,3 kilometer.

## Stand: Huidig lijnennet (2022)
- 1 - Greco (Via Martiri Oscuri) - Roserio
- 2 - Piazza Bausan – Piazzale Negrelli
- 3 - Duomo (Via Cantù) – Gratosoglio
- 4 - Piazza Castello – Niguarda (Parco Nord) (Metrotranvia Nord)
- 5 - Ortica (Via Milesi) – Ospedale Niguarda
- 7 - Piazzale Lagosta – Precotto (Via Anassagora) (Metrotranvia di Bicocca)
- 9 - Station Milano Centrale (Piazza IV Novembre) – Station Milano Porta Genova
- 10 - Viale Lunigiana – Piazza XXIV Maggio
- 12 - Viale Molise - Roserio
- 14 - Cimitero Maggiore – Lorenteggio
- 15 - Piazza Fontana – Rozzano (Via Guido Rossa) (Metrotranvia Sud)
- 16 - Stadio Giuseppe Meazza (Piazzale Axum) – Via Monte Velino
- 19 - Station Milano Lambrate - Piazza Castelli
- 24 - Duomo (Via Dogana) – Vigentino (Via Selvanesco)
- 27 - Piazza VI Febbraio – Viale Ungheria
- 31 - Bicocca – Cinisello Balsamo (Via I Maggio) (Metrotranvia di Cinisello)
- 33 - Piazzale Lagosta – Rimembranze di Lambrate

De lijnen 1, 5, 10, 19 (grotendeels) en 33 werden in 2022 nog volledig gereden door de vooroorlogse Peter Witt Cars.

## Geschiedenis

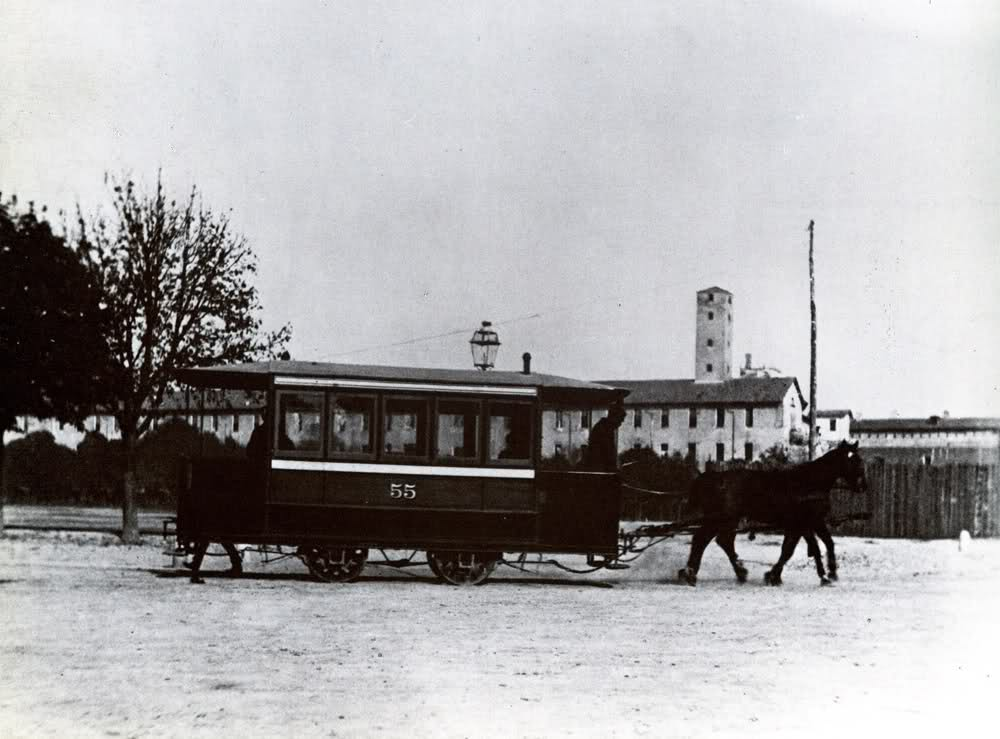
Paardentram; circa 1885.

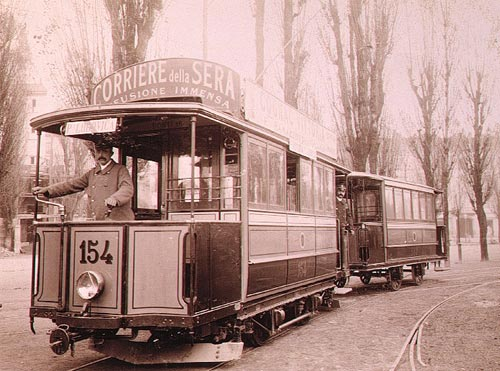
Elektrische tram; circa 1895.

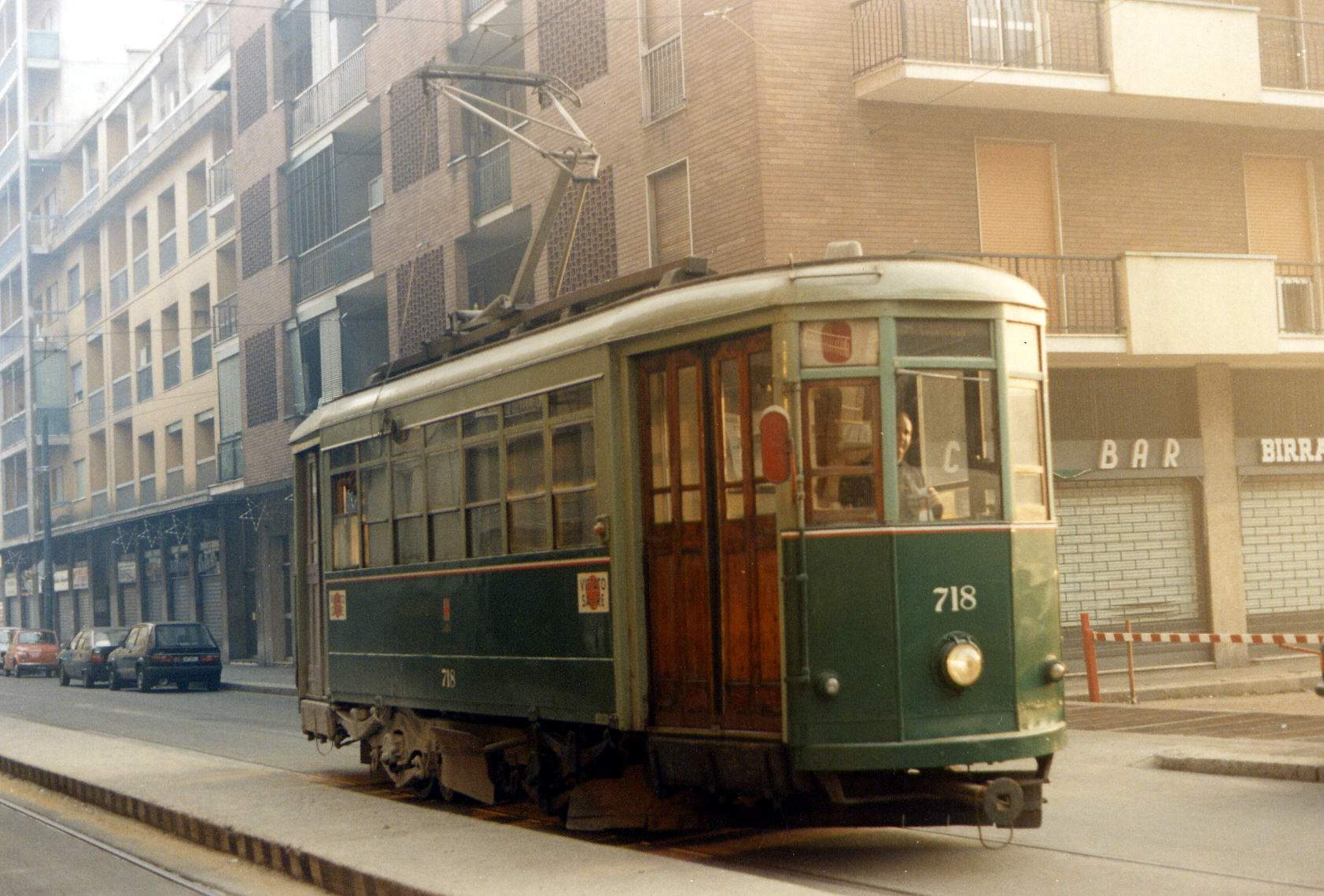
Tweeassige werkwagen 718; circa 1990.

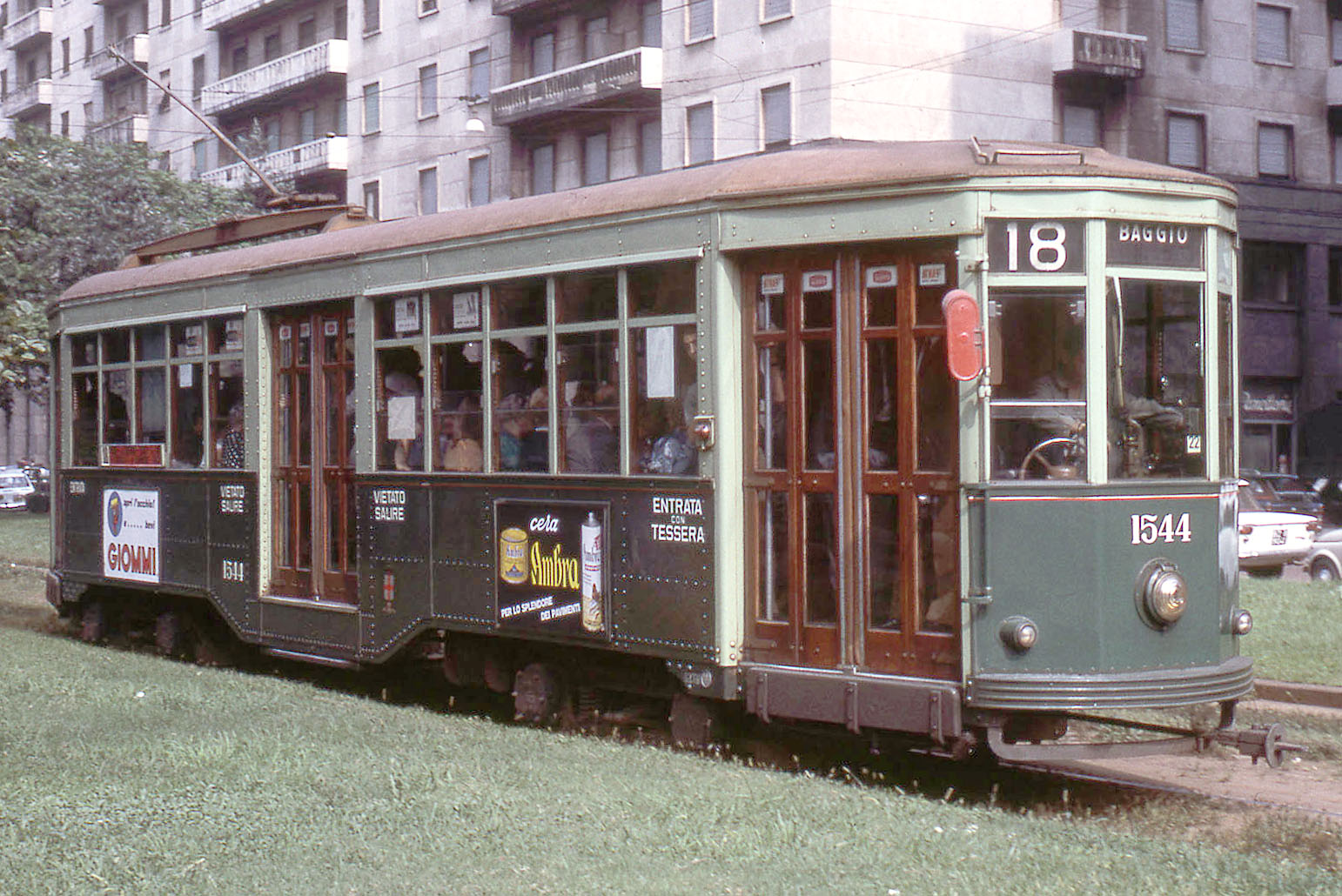
Motorwagen 1544 (type Peter Witt Car) met trolleystang, in de oorspronkelijke kleur; 1967.

Na jarenlange discussies werden de eerste paardentrams in 1881 bedrijf genomen door de Società Anonima degli Omnibus (SAO).
De eerste elektrische tramlijn werd op 1 november 1893 door de firma Edison als proeflijn geopend. Dankzij het grote succes hiervan werd de SAO door Edison overgenomen en werden de routes successievelijk geëlektrificeerd.
In 1917 werd het trambedrijf door het stadsbestuur overgenomen, dat hiervoor het Ufficio Tramviario Municipale (Gemeentelijk Trambedrijf) oprichtte.
De trams, die aanvankelijk links reden, gingen vanaf 1926 rechts rijden. Het grote tramnet was er ook de oorzaak van, dat Milaan als laatste stad van Italië het verkeer in de straten op rechtsverkeer omschakelde, terwijl in de provincie Milaan al reeds eerder rechts gereden werd. Er waren omvangrijke verbouwingen en aanpassingen noodzakelijk. De omschakeling vond plaats op 3 augustus 1926. 's Avonds gingen alle tramwagens naar de remise om na middernacht weer uit te rijden, deze keer rechts rijdend. Gedurende de hele nacht werd proefgereden, om te zien of alles goed functioneerde. In de Corriere della Sera stonden vijf grote artikelen over deze grote gebeurtenis.
In 1928 kwamen de eerste trams van de beroemde serie 1500-2000 (type Peter Witt Car) in dienst, die tot heden in het stadsbeeld te zien zijn. In 1931 werd de UTM een zelfstandige onderneming met de naam Azienda Tranviaria Municipale (ATM).
In de Tweede Wereldoorlog leed het tramnet zware schade, maar het kon voor het einde van 1945 weer volledig in bedrijf genomen worden. De in de naoorlogse jaren enigszins verwaarloosde tram kreeg vanaf 1 november 1964 concurrentie van de nieuw gebouwde metro van Milaan. Inmiddels zijn van de 40 lijnen aan het einde van de oorlog er nog 17 overgebleven, doorstreepte lijnnummers zijn er helemaal niet meer.
Sinds oktober 2006 is er met de ATMosfera de mogelijkheid, in een gerestaureerde en verbouwde tramwagen te eten.

### Ontwikkeling van het tramnet

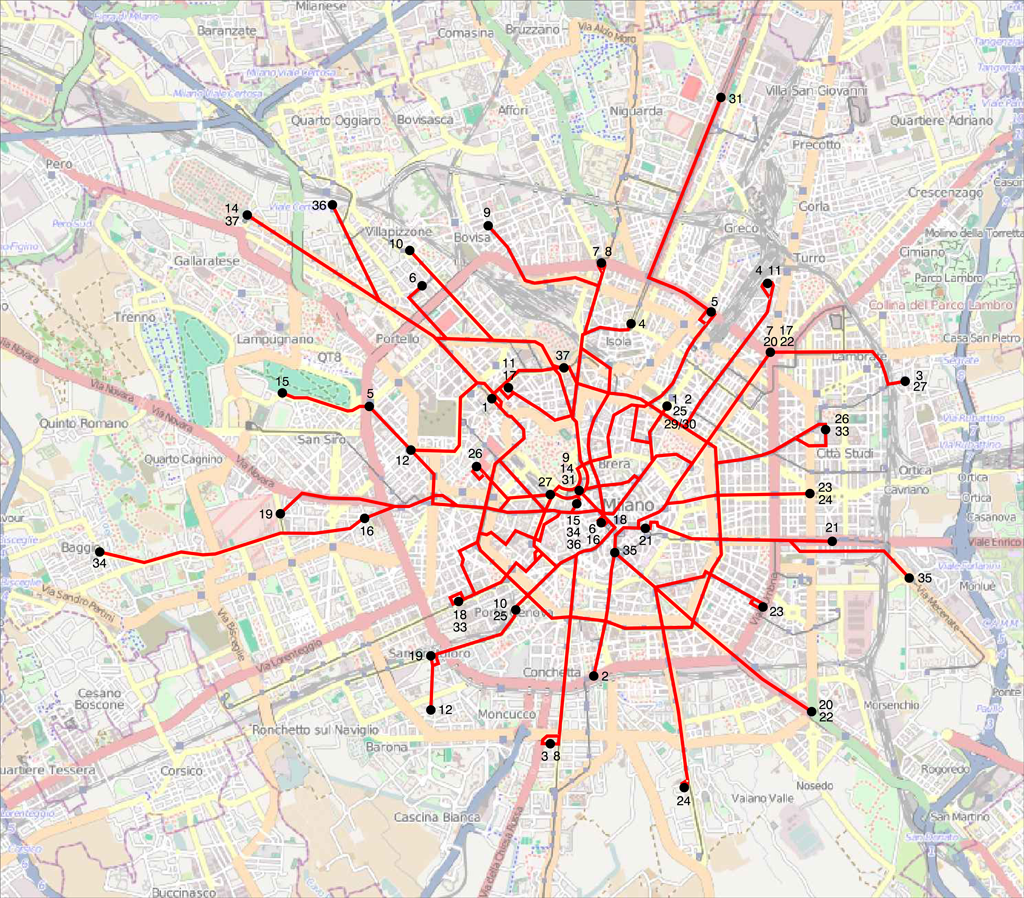
1929
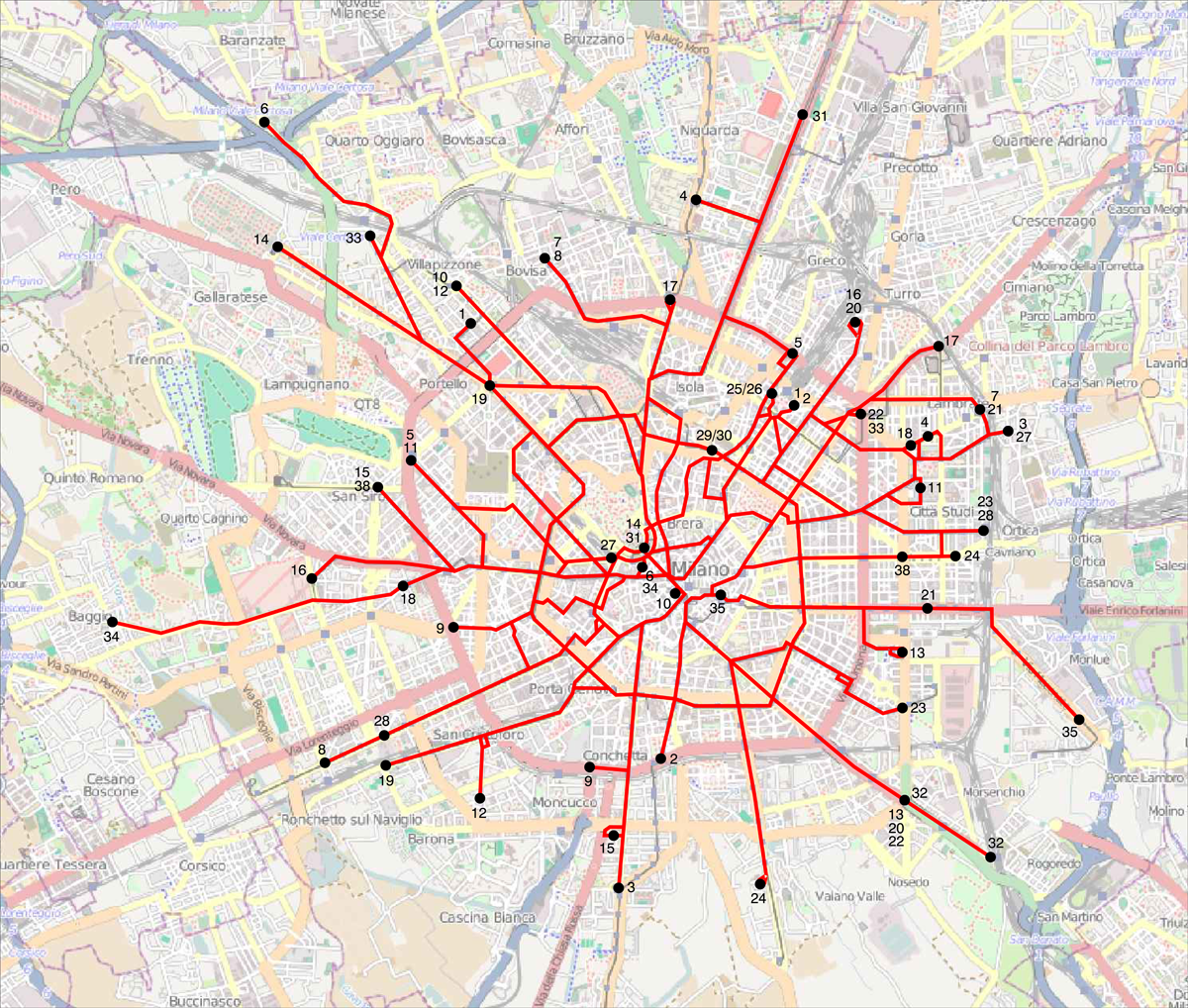
1948
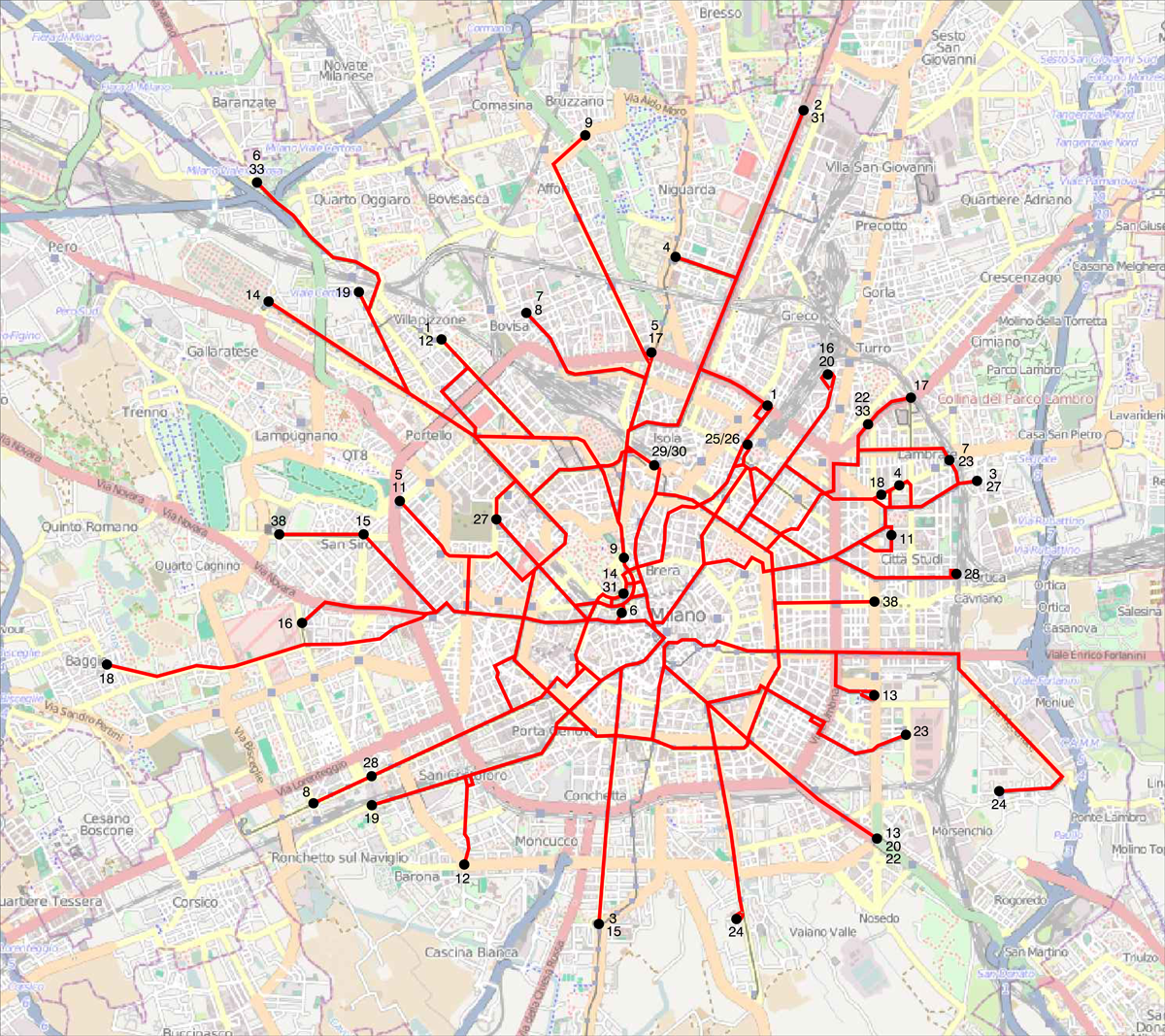
1964
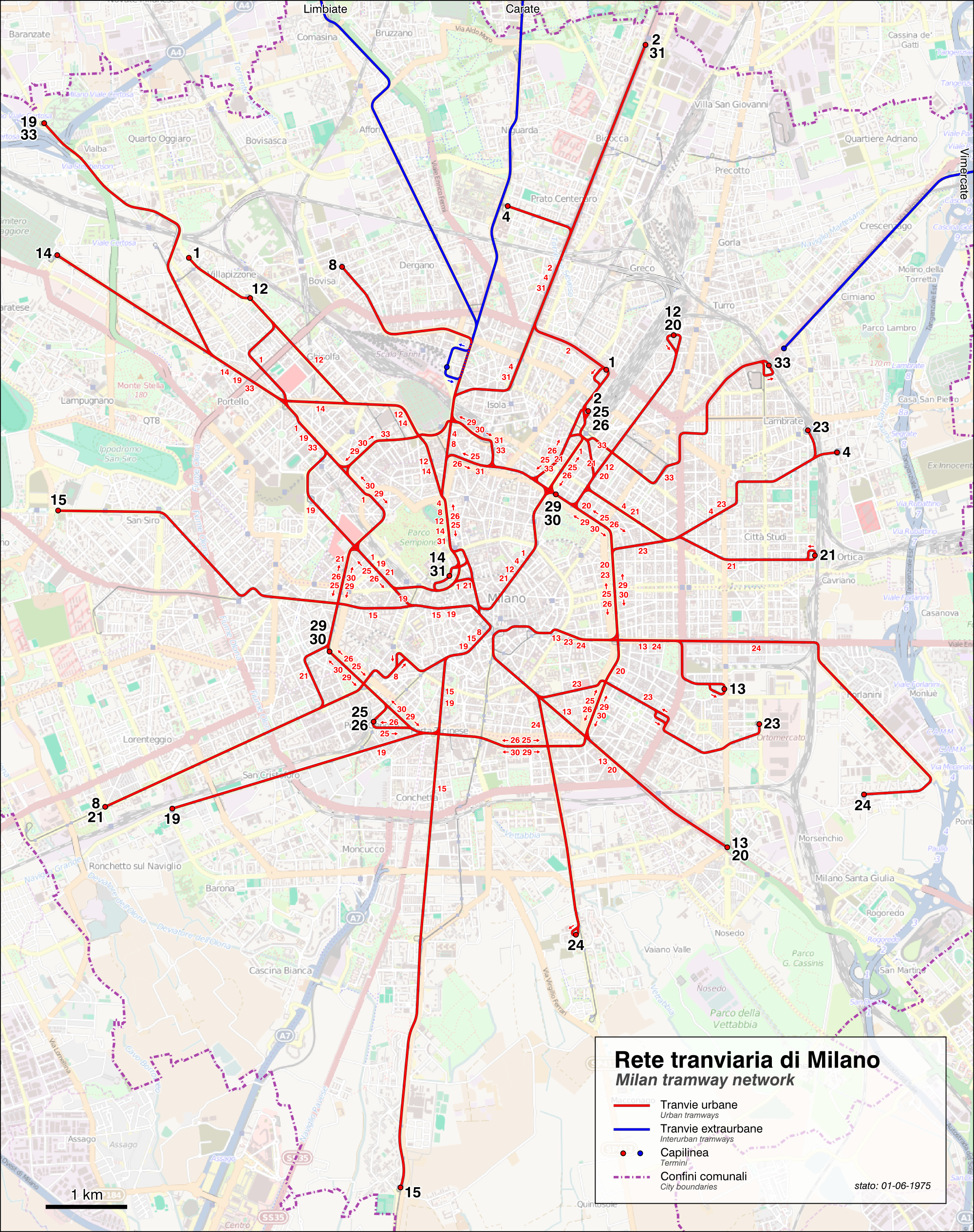
1975
2012

Door verlengingen van diverse lijnen aan de stadsrand is de schaal van kaart tot kaart verschillend.

### Plannen
In de komende jaren zijn de volgende nieuwe lijnen gepland:
- Lijn 24 zal vanaf Vigentino voorbij de stadsgrens over Noverasco en Opera naar Locate di Triulzi worden verlengd.
- Lijn 27 zal van de Viale Ungheria door de nieuwe wijk Santa Giulia naar het Station Milano Rogoredo worden verlengd.
- Op middellange termijn worden de interlokale tramlijn naar Limbiate en de voormalige lijn naar Desio verbouwd tot moderne sneltramlijnen, met gedeeltelijke uitbreiding met dubbelspoor.
- Op lange termijn gaat de Bicocca-lijn (7) als Metrotranvia interperiferica Nord rijden van de Piazzale Bausan via het S-Bahnstation Certosa naar het metrostation Cascina Gobba.
- Een of meerdere lijnen zijn in planning tussen Cascina Gobba, Sesto San Giovanni en Monza.

## De interlokale tramlijnen

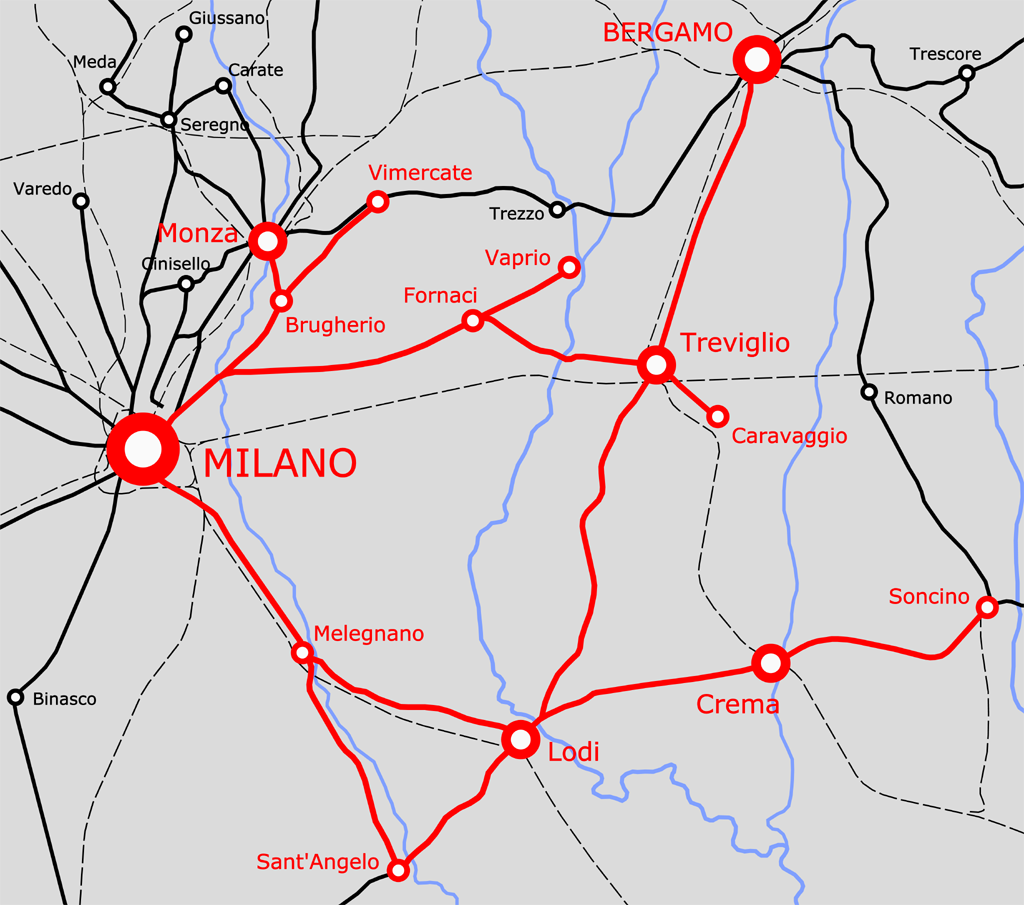
Het tramnet van de TIP omstreeks 1915.

Naast het stadsnet groeide ook het net van interlokale tramlijnen rond Milaan. De eerste, als paardentram geëxploiteerde, interlocale tramlijn tussen Milaan en Monza werd in 1876 geopend door de Società Anonima degli Omnibus.
De eerste stoomtramlijn reed in 1878 tussen Milaan en Vaprio d'Adda en werd geëxploiteerd door de Società Anonima del Tramway Milano-Gorgonzola-Vaprio. Later fuseerden de talrijke bedrijven in de Tranvie Interprovinciali Padane (TIP), een van de grootste trambedrijven van Europa.
In 1919 werd door Edison, dat tot 1917 het stadstramnet had geëxploiteerd, de Società Trazione Elettrica Lombarda (STEL) opgericht. De STEL nam van de TIP de drukstbereden routes over en elektrificeerde deze, de andere lijnen werden vervangen door busdiensten. Het net van de STEL werd op 1 juli 1939 overgenomen door het gemeentelijke bedrijf Azienda Tranviaria Municipale (ATM).
Na de Tweede Wereldoorlog werd het net gestaag ingekrompen. Sinds september 2022 is de dienst op alle interlokale tramlijnen opgeheven. De laatst overgebleven tramlijn naar Limbiate (zie Tramlijn Milaan - Limbiate) is deels vervangen door metrolijn 3. De routes naar het oosten en noorden werden vervangen door metrolijn 2. De lijnen naar Monza werden volledig opgeheven.
De interlokale tramlijn Milaan (Parco Nord) tot Seregno wordt opnieuw aangelegd, grotendeels volgens de oude route.

## Tramremises
Er zijn vijf tramremises:
- Deposito Baggio
- Deposito Leoncavallo
- Deposito Messina
- Deposito Precotto
- Deposito Ticinese

## Materieeloverzicht
| Nummers   | Type aanduiding | Bouwjaren | Fabrikanten                        | Lengte  | Breedte | v/max   | Zitplaatsen | Staanplaatsen | Aantal                   | Afbeelding |
| --------- | --------------- | --------- | ---------------------------------- | ------- | ------- | ------- | ----------- | ------------- | ------------------------ | ---------- |
| 1501-2002 | Ventotto        | 1927-1930 | diverse                            | 13,89 m | 2,35 m  | 42 km/h | 29          | 101           | 502, nog 151 in dienst   |            |
| 4601-4613 |                 | 1955      | OMS, TIBB, Breda                   | 19,58 m | 2,4 m   | 45 km/h | 36          | 140           | 13, nog 10 in dienst     |            |
| 4714-4733 |                 | 1956-1960 | OMS, TIBB, Breda                   | 19,58 m | 2,4 m   | 45 km/h | 36          | 140           | 20                       |            |
| 4800-4844 |                 | 1973-1977 | ATM Milano, Officine di Cittadella | 27,89 m | 2,4m    | 45 km/h | 49          | 231           | 45 (niet meer in dienst) |            |
| 4900-4999 | Jumbotram       | 1976-1978 | GAI                                | 29,01 m | 2,38 m  | 60 km/h | 59          | 207           | 100                      |            |
| 7001-7026 | Eurotram        | 1999-2000 | Adtranz                            | 34,10 m | 2,47 m  | 70 km/h | 68          | 194           | 26                       |            |
| 7101-7148 | Sirio           | 2002-2009 | AnsaldoBreda                       | 35,35 m | 2,4 m   | 70 km/h | 71          | 214           | 48                       |            |
| 7501-7535 | Sirietto        | 2003-2009 | AnsaldoBreda                       | 25,15 m | 2,4 m   | 70 km/h | 50          | 141           | 35                       |            |
| 7601-7633 | Sirietto        | 2008-2009 | AnsaldoBreda                       | 25,15 m | 2,4 m   | 70 km/h | 50          | 141           | 33                       |            |
| 7201-7280 | Tramlink        | 2023-20XX | Stadler                            | – m     | – m     | – km/h  | –           | –             | 80                       |            |

Elf niet meer gebruikte tramwagens van het type Peter Witt Car werden in 1998 naar San Francisco verkocht, waar zij op lijn F Market & Wharves dienst doen. Andere trams werden omstreeks 2005 door het Amerikaanse bedrijf Gomaco Trolley Company aangekocht. Dit restaureert de tramwagens en verkoopt ze door als historische trams door aan Amerikaanse trambedrijven.

## Weblinks
- (it)  Foto's van de Tram van Milaan - Photorail
- (it)  Foto's van Tram van Milaan